# Amber Schlebusch
Amber Schlebusch (27 de julio de 2001) es una deportista sudafricana que compite en triatlón. Ganó tres medallas en el Campeonato Africano de Triatlón, en los años 2019 y 2023.

## Palmarés internacional
| Campeonato Africano | Campeonato Africano  | Campeonato Africano | Campeonato Africano |
| Año                 | Lugar                | Medalla             | Prueba              |
| ------------------- | -------------------- | ------------------- | ------------------- |
| 2019                | Shandrani (Mauricio) | Medalla de oro      | Relevo mixto        |
| 2023                | Hurgada (Egipto)     | Medalla de oro      | Relevo mixto        |
| 2023                | Hurgada (Egipto)     | Medalla de plata    | Individual          |